# Žlutice (stacja kolejowa)
Žlutice – stacja kolejowa w Žluticach, w kraju karlowarskim, w Czechach. Znajduje się na wysokości 480 m n.p.m.
Jest zarządzana przez Správę železnic. Na stacji nie ma możliwości zakupu biletów, a obsługa podróżnych odbywa się w pociągu.

## Linie kolejowe
- 161 Rakovník - Bečov nad Teplou